# Жванська сільська рада
| Жванська сільська рада — колишній орган місцевого самоврядування у Мурованокуриловецькому районі Вінницької області з адміністративним центром у с. Жван. Сільській раді були підпорядковані населені пункти: - с. Жван - с. Кукурівка |

## Склад ради
Рада складалася з 14 депутатів та голови.

## Керівний склад сільської ради
| ПІБ                         | Основні відомості                                                 | Дата обрання | Дата звільнення |
| --------------------------- | ----------------------------------------------------------------- | ------------ | --------------- |
| Марецька Людмила Степанівна | Сільський голова, 1961 року народження, освіта, позапартійна      | 26.03.2006   | 31.10.2010      |
| Марецька Людмила Степанівна | Сільський голова, 1961 року народження, освіта вища, позапартійна | 31.10.2010   |                 |

Примітка: таблиця складена за даними джерела